# カノムカイホン
カノムカイホン （タイ語: ขนมไข่หงส์  、発音 [kʰānǒm kʰàj hǒŋ]  ）は、タイの菓子であり、ドーナツに似ている。
カノムカイホンは、小麦粉に緑豆あんを詰めて揚げた後、糖衣または白ゴマでコーティングして球状にされたものを揚げることで作られ、甘さと塩辛さがある。外はサクサクとしており、中はやわらかい食感である。
カノムカイホンの原義は「白鳥の卵のおやつ」であり、白鳥の卵のような形をしていることから命名された。言い伝えでは、ラッタナコシン王朝初期の王であるラーマ1世はミズオオトカゲの卵を食べることを好んだが、ある時ミズオオトカゲが産卵する季節ではなかったため、卵を見つけることができなかったことがあり、王の側室たるワエン（เจ้าจอมแว่น）が王にミズオオトカゲの卵を献上するためにこの菓子を発明したとされている。この故事から、代用されたものにちなんで、この菓子はカノムカイヒアと称され、後に現在の名前たるカノムカイホンに改名された。これは、ミズオオトカゲとミズオオトカゲのタイ語における名称が、タイの人々の間で、不吉や悪に関わるものだと信じられているからである。